# Uma Thurman
Uma Karuna Thurman (ur. 29 kwietnia 1970 w Bostonie) – amerykańska aktorka filmowa i modelka.
Po występach na okładkach brytyjskiego „Vogue” z grudnia 1985 i maja 1986 zagrała w filmie Niebezpieczne związki (1988). Za rolę w Pulp Fiction (1994) została nominowana do Oscara, nagrody BAFTA oraz Złotego Globu dla najlepszej aktorki drugoplanowej. Nazywana muzą Quentina Tarantino, zagrała główną rolę w obu filmach Kill Bill (2003-2004), która przyniosła jej dwie dodatkowe nominacje do Złotego Globu.
W 1997 zajęła 99. miejsce na liście „100 gwiazd filmowych wszech czasów” brytyjskiego magazynu „Empire”, który zamieścił Umę Thurman również na 20. miejscu listy „100 najseksowniejszych gwiazd w historii kina” w 1995.

## Życiorys

### Wczesne lata
Urodziła się w Bostonie w stanie Massachusetts w wysoce niekonwencjonalnej i eurocentrycznej rodzinie jako córka Neny Thurman (z domu Birgitte Caroline von Schlebrügge), modelki i psychoterapeutki, która niegdyś była żoną Timothy’ego Leary'ego, i Roberta Alexandra Farrara Thurmana, pierwszego amerykańskiego mnicha buddyjskiego, profesora Indo-Tibetan Buddhist Studies przy Columbia University School of Religion. Ojciec Neny, baron Friedrich Karl Johannes von Schlebrügge, pochodził z Głogówka koło Prudnika na Opolszczyźnie. Jej rzadko spotykane imię pochodzi od hinduskiej bogini światła i piękna Umy. Ma trzech braci – Gandena (ur. 1967), Dechena Karla (ur. 1973) i Mipama (ur. 1978), a także przyrodnią siostrę Tayę (ur. 1961) z pierwszego małżeństwa ojca. W domu, gdzie prowadzono uczone dysputy filozoficzne, gościły znane osobistości, w tym Dalajlama. Ze względu na charakter pracy ojca, często zmieniała szkoły i miejsce zamieszkania – żyła w Amherst, Massachusetts i Woodstock. Unikatowe imię i uroda (Uma była wyższa od swoich rówieśników) utrudniały jej aklimatyzację w nowym otoczeniu. Dwukrotnie (mając rok i w wieku 11 lat) odwiedziła Indie, gdzie w sumie spędziła dwa lata.
W wieku 14 lat została wysłana do Northfield Mount Hermon School.

### Kariera zawodowa
W wieku 15 lat opuściła swoją szkołę z internatem w Massachusetts i wyruszyła do Nowego Jorku. Podpisała kontrakt z agencją Click Models i rozpoczęła pracę jako modelka. Pojawiła się na okładce „Glamour”. W grudniu 1985 i maju 1986 znalazła się na okładce brytyjskiej edycji magazynu „Vogue”. Jako 17-latka zadebiutowała rolą młodego wampa w dreszczowcu Kiss Daddy Goodnight (1987). Rok później pojawiła się na ekranie w trzech filmach: powieści Rudolfa Ericha Raspego i Gottfrieda Augusta Bürgera Przygody barona Munchausena (The Adventures of Baron Munchausen) w reżyserii Terry’ego Gilliama w roli nagiej Wenus jak z obrazu Botticellego Narodziny Wenus, komedii Bądź dobry, Johnny (Johnny Be Good) jako Georgia Elkans z Anthonym Michaelem Hallem i Robertem Downeyem Jr. oraz stylowej ekranizacji powieści Choderlos de Laclos Stephena Frearsa Niebezpieczne związki jako Cécile de Volanges z Glenn Close, Johnem Malkovichem, Michelle Pfeiffer i Keanu Reevesem.
Reżyserzy najchętniej obsadzali ją w rolach uwodzicielek. Dopiero rola żony Henry’ego Millera (Fred Ward) w biograficznym dramacie erotycznym Philipa Kaufmana Henry i June (Henry & June, 1990) przekonała producentów i krytyków, że jest aktorką o dużych możliwościach. W filmie przygodowym Johna Irvina Robin Hood (1991) zagrała postać Maid Marian. Za kreację niewidomej Heleny Robertson w dreszczowcu Bruce’a Robinsona Jennifer 8 (Jennifer Eight, 1992) z Andym Garcíą i Johnem Malkovichem odebrała nagrodę na Cognac Festival du Film Policier. W dramacie sensacyjnym Phila Joanou Diagnoza zbrodni (Final Analysis, 1992) wystąpiła w roli pacjentki Richarda Gere’a i młodszej siostry Kim Basinger. W komediodramacie kryminalnym Dziewczyna gangstera (Mad Dog and Glory, 1993) z Robertem De Niro pojawiła się jako barmanka Glory. Jednak za rolę Sissy Hankshaw w komediodramacie Gusa Van Santa I kowbojki mogą marzyć (Even Cowgirls Get the Blues, 1994), jednym z najgorszych filmów dekady, była nominowana do Złotej Maliny w kategorii „Najgorsza aktorka”.
Przełomem w jej karierze była rola żony gangstera w filmie Quentina Tarantino Pulp Fiction (1994). Otrzymała MTV Movie Award w kategorii „Najlepsza scena taneczna” z Johnem Travoltą, a także wiele nominacji do różnych nagród, m.in. do Oscara, Złotego Globu i Davida di Donatello. W 1994 zasiadła w jury konkursu głównego na 51. MFF w Wenecji. Po występie w tym filmie Umą Thurman zainteresował się Louis Malle, który chciał ją obsadzić w roli Marlene Dietrich w filmie biograficznym o aktorce, ale śmierć reżysera w 1995 przekreśliła te plany.
W dramacie science-fiction Andrew Niccola Gattaca – szok przyszłości (Gattaca, 1996) z Ethanem Hawkiem i Jude’em Lawem zagrała genetycznie idealną, wrażliwą piękność Irene Cassini. Rola jednego z czarnych charakterów, podstępnej kobiety Trujący Bluszcz w czwartym i ostatnim z pierwszej serii filmów o Batmanie Batman i Robin (Batman & Robin, 1997) w reżyserii Joela Schumachera przyniosła jej nominację do Złotej Maliny dla najgorszej aktorki drugoplanowej. Za postać Emmy Peel w komedii przygodowej fantastycznonaukowej Jeremiaha S. Chechika Rewolwer i melonik (The Avengers, 1998) zdobyła dwie nominacje do Złotej Maliny w kategorii „Najgorsza aktorka” i „Najgorsza ekranowa para” z Ralphem Fiennesem. Zagrała u boku Seana Penna i Samanthy Morton w komediodramacie muzycznym Woody’ego Allena Słodki drań (Sweet and Lowdown, 1999).  W 2003 została uhonorowana Złotym Globem dla najlepszej aktorki w miniserialu lub filmie telewizyjnym za rolę Debby Miller, która wraz ze swoją przyjaciółką (Juliette Lewis) szuka miłości, w dramacie HBO Histeryczna ślepota (Hysterical Blindness, 2002) w reżyserii Miry Nair. Dużą popularność przyniosła jej kreacja Beatrix Kiddo w obu częściach filmu Quentina Tarantino Kill Bill (2003, 2004).
Zasiadała w jury konkursu głównego na 64. MFF w Cannes (2011). Przewodniczyła obradom jury sekcji "Un Certain Regard" na 70. MFF w Cannes (2017).
W 2015 powstała piosenka zespołu Fall Out Boy pt. „Uma Thurman”.

## Życie prywatne
1 października 1990 wzięła ślub z Garym Oldmanem. Dwa lata później – 30 kwietnia 1992 małżeństwo rozpadło się. 1 maja 1998 poślubiła aktora Ethana Hawke’a, którego poznała na planie filmu Gattaca – szok przyszłości (1996). Mają dwójkę dzieci: córkę Mayę (ur. w lipcu 1998), również aktorkę i syna Levona (ur. 15 stycznia 2002). Jednak, gdy Thurman dowiedziała się o zdradzie męża z modelką Jen Perzow, w roku 2003 doszło do separacji i jej drugie małżeństwo zakończyło się rozwodem w sierpniu 2005. Jej kolejnym partnerem życiowym był André Balazs (2004–2007, 2015–2016). W czerwcu 2007 poznała finansistę Arpada „Arkiego” Bussona, wieloletniego partnera Elle Macpherson, którego w czerwcu 2008 przyjęła oświadczyny. 15 lipca 2012 na świat przyszła córeczka pary, Rosalind Thurman-Busson.

## Odznaczenia
- 2006: Chevalier Orderu Sztuki i Literatury – Francja[10]

## Filmografia
- Kiss Daddy Goodnight jako Laura (1987)
- Niebezpieczne związki (Dangerous Liaisons) jako Cecile De Volanges (1988)
- Bądź dobry, Johnny (Johnny Be Good) jako Georgia Elkans (1988)
- Przygody barona Munchausena (The Adventures of Baron Munchausen) jako Wenus/Rose (1989)
- Henry i June (Henry & June) jako June Miller (1990)
- Gdzie serce twoje (Where the Heart is) jako Daphne (1990)
- Robin Hood jako Maid Marian (1991)
- Diagnoza zbrodni (Final Analysis) jako Diana Baylor (1992)
- Jennifer 8 (Jennifer Eight) jako Helena Robertson (1992)
- Dziewczyna gangstera (Mad Dog and Glory) jako Glory (1993)
- I kowbojki mogą marzyć (Even Cowgirls Get the Blues) jako Sissy Hankshaw (1994)
- Pulp Fiction jako Mia (1994)
- Duke of Groove jako Maya (1995)
- Miesiąc nad jeziorem (A Month by the Lake) jako panna Beaumont (1995)
- Piękne dziewczyny (Beautiful Girls) jako Andera (1996)
- Jak pies z kotem (The Truth about Cats and Dogs) jako Noelle Slusarsky (1996)
- You're Still Not Fooling Anybody jako Mia (1997)
- Batman i Robin (Batman & Robin) jako Trujący Bluszcz/dr Pamela Isley (1997)
- Gattaca – szok przyszłości (Gattaca) jako Irene Cassini (1997)
- Nędznicy (Les Misérables) jako Fantine (1998)
- Rewolwer i Melonik (The Avengers) jako Emma Peel (1998)
- Słodki drań (Sweet and Lowdown) jako Blanche (1999)
- Złota (The Golden Bowl) jako Charlotte Stant (2000)
- Vatel jako Anne de Montausier (2000)
- Gdzie serce twoje (Where the Heart is) jako Daphne (2000)
- Chelsea Walls jako Grace (2001)
- Taśma (Tape) jako Amy Randall (2001)
- Kill Bill Vol. 1 (Kill Bill Vol. 1) jako Beatrix Kiddo (2003)
- Zapłata (Paycheck) jako Rachel Porter (2003)
- Histeryczna ślepota (Hysterical Blindness) jako Debbie (2003)
- Kill Bill Vol. 2 (Kill Bill Vol. 2) jako Beatrix Kiddo (2004)
- Serce nie sługa (The Prime) jako Rafi Gardet (2005)
- Be Cool jako Edie (2005)
- Moja super eksdziewczyna (My Super Ex-Girlfriend) jako Jenny Johnson/G-girl (2006)
- The Producers jako Ulla Inga tor Hansen Benson Yansen Tallen Hallen Svaden Swanson (2006)
- Życie przed oczami (Life Before Her Eyes) jako Diana (2007)
- My Zinc Bed jako Elsa (2008)
- Przypadkowy mąż (Accidental Husband) jako dr Emma Lloyd (2008)
- Motherhood jako Eliza Welsh (2009)
- Eloise in Paris jako Nanny (2010)
- Percy Jackson i Bogowie Olimpijscy: Złodziej Pioruna (Percy Jackson & the Olympians: The Lightning Thief) jako Meduza (2010)
- Nimfomanka (Nymphomaniac) jako pani H. (2013)
- Ugotowany (Burnt) jako Simone (2015)
- The Con Is On (Harriet Fox) jako Harry Fox (2018)
- Dom, który zbudował Jack (The House That Jack Built) jako Lady 1 (2018)
- Korytarzem w mrok (Down a Dark Hall) jako Madame Duret (2018)